# Die Millionenfaust
Die Millionenfaust ist ein US-amerikanisches Stummfilmdrama aus dem Jahr 1925 von John Ford mit George O’Brien und Billie Dove in den Hauptrollen. Der Film wurde von der Fox Film Corporation produziert und basiert auf dem Roman Once to Every Man von Larry Evans.

## Handlung
Denny Bolton begegnet dem Schmuggler Soapy Williams, der seinem Großvater Alkohol verkauft. Er verpasst Williams eine ordentliche Tracht Prügel. Dennys Großvater stirbt später und Denny wird des übermäßigen Alkoholkonsums verdächtigt, wobei er die Verachtung der Einwohner seiner Stadt zu spüren bekommt. Als sich auch Doris Anderson, seine Geliebte, gegen ihn wendet, reist Denny nach New York, in der Hoffnung, eine Chance zu bekommen, gegen Soapy Williams anzutreten, der Box-Champion im Schwergewicht geworden ist. 
Denny absolviert ein Probetraining im Fitnessstudio von Flash Fogarty und schlägt sich gut genug, um schließlich gegen Williams antreten zu können. Helen Van Allen, eine glühende Anhängerin von Williams, macht sich an Denny heran und veranlasst ihn, das Training zu unterbrechen. Dies untergräbt seine Konstitution und er verliert den Kampf. Denny trifft Williams und Helen später vor einem Nachtclub und besiegt ihn, angestachelt von den Sticheleien des Champions, in einem harten Straßenkampf. Denny kehrt nach Hause in die Arme von Doris zurück.

## Hintergrund
Mit diesem Film begann John Fords Zusammenarbeit mit George O’Brien, mit dem er neun weitere Filme drehte. Auch mit Victor McLaglen, mit dem er elf weitere Filme inszenierte, arbeitete er erstmals zusammen.
Da keine Kopie der insgesamt sieben Filmrollen existiert, gilt der Film als verschollen.

## Veröffentlichung
Die Premiere des Films fand am 18. Oktober 1925 statt. In Österreich kam er 1926 in die Kinos.